# Förvaltningsutskottet
Förvaltningsutskottet (FvU) är ett permanent utskott i Finlands riksdag som handlägger ärenden som rör bland annat statsförvaltningens allmänna organisation, statens regional- och lokalförvaltning, allmän regional- och strukturpolitik, allmänna administrativa frågor, statens personalpolitik, allmän ordning och säkerhet, räddningsväsendet och kommunärenden. Förvaltningsutskottet har i likhet med de övriga fackutskotten 17 medlemmar och 9 ersättare.